# オッド・マルティンセン
オッド・マルティンセン（Odd-Willy Martinsen、1942年12月20日 - ）は、ノルウェー、ブスケルー県ドランメン出身の元クロスカントリースキー選手。1960年代から1970年代にかけて活躍した。現役引退後は競技役員として活動した。娘のベンテ・マルティンセンもクロスカントリースキーのオリンピックメダリストである。

## プロフィール
1966年ノルディックスキー世界選手権で15km銅メダル、リレーでは金メダルを獲得。1968年グルノーブルオリンピックでは30km銀、リレーで金メダルを獲得した。また、同年のホルメンコーレンスキー大会15kmで優勝。これらの実績により1969年にホルメンコーレン・メダルを受章した。32年後の2001年に娘のベンテ・スカリが同メダルを受章し、史上初めて父娘での受章者となった。
1970年ノルディックスキー世界選手権では15km銀メダル、30kmで銅メダル、1974年ノルディックスキー世界選手権リレーで銅メダルを獲得、自身2度目のオリンピックとなった1976年インスブルックオリンピックではリレーで銀メダルを獲得した。
ノルウェー選手権では15kmで2度（1966年、1970年）、30kmで2度（1969年、1971年）、リレーで6度（1970年、1972年、1973年、1974年、1975年、1978年）タイトルを獲得した。
1986年から国際スキー連盟のクロスカントリースキー委員長を務め、1994年リレハンメルオリンピックではクロスカントリースキー競技委員長として競技を運営した。